# 摇头玩
《摇头玩》是许嵩演唱的一首歌曲。2015年8月10日，中国文化部公布了一批网络音乐产品“黑名单”，要求互联网文化单位集中下架120首内容违规的网络音乐产品，其中包括许嵩的这首《摇头玩》。有媒体联系到许嵩的宣传人员，对方回应称“从歌词就可以看出，这首歌表达了对音乐的热爱，绝无恶意。”